# Nie zatrzymasz mnie
Nie zatrzymasz mnie – singel Juli, wydany 26 czerwca 2012, pochodzący z albumu Na krawędzi. Utwór został napisany przez samą wokalistkę, a skomponowany przez Adriana Owsianika.
Przebój był notowany na 1. miejscu listy AirPlay, najczęściej granych utworów w polskich rozgłośniach radiowych.
Piosenka zdobyła nominację do SuperJedynek 2013 w kategorii SuperPrzebój.
Teledysk towarzyszący kompozycji miał premierę 5 lipca 2012 w serwisie YouTube. Klip realizowany był we Wrocławiu przez grupę filmową Endrofina Artmedia. Wideo znalazło się na 1. miejscu na liście najczęściej odtwarzanych teledysków przez stacje muzyczne.

## Lista utworów
- Digital download[1]

1. „Nie zatrzymasz mnie” – 3:41

## Notowania

### Pozycje na listach airplay
| Kraj   | Lista (2012)               | Najwyższa pozycja |
| ------ | -------------------------- | ----------------- |
| Polska | AirPlay – Top              | 1                 |
| Polska | AirPlay – Nowości          | 1                 |
| Polska | AirPlay – Największe skoki | 1                 |
| Polska | AirPlay – TV               | 1                 |

### Pozycje na radiowych listach przebojów
| Kraj   | Lista (2012)            | Najwyższa pozycja |
| ------ | ----------------------- | ----------------- |
| Polska | Radio Eska (Gorąca 20)  | 1                 |
| Polska | Radio Szczecin (SLiP)   | 35                |
| Polska | RMF FM (POPLista)       | 1                 |
| Polska | RMF Maxxx (Hop Bęc)     | 1                 |
| Polska | Wietrzne Radio (Top 15) | 6                 |

## Nagrody i nominacje
| Rok  | Konkurs                  | Kategoria                                             | Rezultat    |
| ---- | ------------------------ | ----------------------------------------------------- | ----------- |
| 2012 | Przebój lata RMF FM 2012 | Przebój lata                                          | 16. miejsce |
| 2012 | Gorąca 100               | 100 największych hitów 2012                           | 56. miejsce |
| 2012 | Przebój roku RMF FM 2012 | Przebój roku                                          | 35. miejsce |
| 2012 | Top 50 Poplisty RMF FM   | 50 najczęściej notowanych utworów na Popliście w 2012 | 6. miejsce  |
| 2013 | SuperJedynki             | SuperPrzebój                                          | Nominacja   |
| 2013 | TOPtrendy 2013           | Największe przeboje roku                              | Nominacja   |